# Gloanna
Gloanna is een geslacht van vlinders van de familie uilen (Noctuidae), uit de onderfamilie Hadeninae.

## Soorten
- G. grisescens Barnes & Lindsey, 1921
- G. hecate Blanchard & Knudson, 1983